# Wapen van Culemborg

Het wapen van Culemborg  is het wapen van de gemeente Culemborg, bestaande uit drie rode zuilen op een gouden veld. De beschrijving luidt: 
" Van goud beladen met 3 zuylen van keel."

## Geschiedenis

Zuylen in het Wapenboek Gelre

Volgens overlevering zouden de heren van Zuylen afstammelingen zijn van het Romeinse patriciërsgeslacht Colonna. Toen zij zich in de Nederlanden vestigden, schijnt het dat ze hun naam vertaalden naar het Nederlands in; "Van Zuylen". Het geslacht Colonna familiewapen voerde een enkele zilveren gekroonde zuil op een rood veld, wat bijvoorbeeld in het stadswapen van Römhild nog te zien is. Harde bewijzen van deze afkomst ontbreken echter. Wel worden de drie zuilen vermeld in het wapenboek Gelre als geslachtswapen van Van Zuylen. Rond deze tijd dook het wapen van Van Zuylen ook op bij kastelen Beverweerd, Natewisch en Zuilenstein, die alle hun bestaan aan een lid van de familie Van Zuylen te danken hebben. Zeker is dat de familie een belangrijke rol speelde in het Utrechtse en Kleefse gebied. Ene Steven van Zuylen wordt in documenten vermeld bij een proces tussen de graaf van Lohn en bisschoppen van Luik en Utrecht. Nabij het huidige Praest, dat destijds was gelegen tussen de stadjes Emmerik en Rees lag de oorspronkelijke heerlijkheid "Zuylen". Het kasteel en dorp werden waarschijnlijk weggespoeld door de Rijn. Steven bouwde acht kilometer verderop een nieuw kasteel en stichtte daar de heerlijkheid Anholt. Hij liet ook in het Sticht Utrecht het Slot Zuylen bouwen, als tweede woning, waar zij land hadden verworven en dat wilden laten ontginnen. In Utrecht stichtten zij later nog meer kastelen zoals: Zuylen, Zuylenburg, Zuylenstein, de Haar, Beverweerd, Natewisch en Nijveldt. Zij verkregen in de loop der eeuwen steeds meer invloed in die omgeving. Zo verging het waarschijnlijk ook in Culemborg. Het was Jan I van Culemborg die in 1308 tijdens zijn tweede huwelijk hertrouwde met zijn achternicht Agnes Pieternel (Petronella) van Zuylen van Abcoude. Volgens de schrijver Voet was het juist zijn vader Jan van Culemborg (die in 1318 stadsrechten aan Culemborg verleende) die het wapen van zijn vader (van Beusichem) liet vervangen. Door het wapen van zijn moeder Johanna van Zuilen aan te nemen, maar de kleuren te veranderen in rode zuilen op een gouden veld. Wie nu precies het wapen aannam is niet duidelijk, wel blijken er familiebanden tussen de families te zijn. Daarmee een mogelijke verklaring van de drie zuilen in het wapen van Culemborg. Op 20 juli 1816 werd het wapen bevestigd aan Culemborg.

## Overeenkomstige wapens
De volgende wapens hebben overeenkomsten met het wapen van Culemborg:

Culemborg in het Wapenboek Gelre
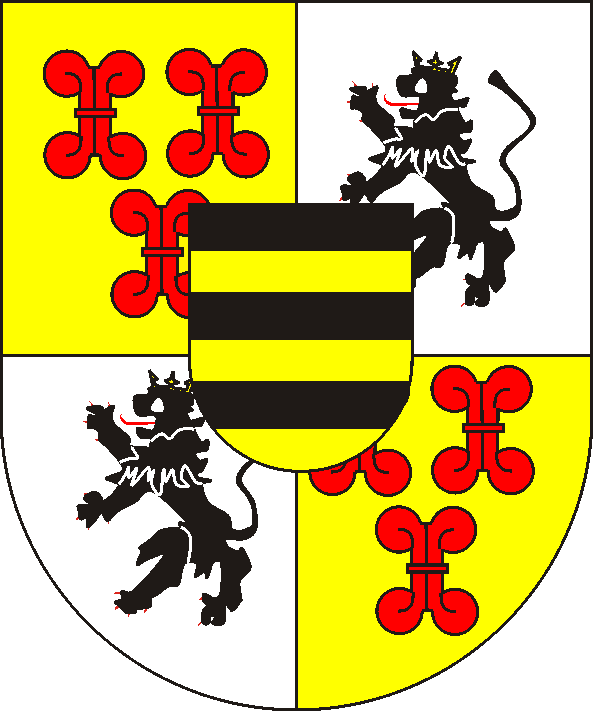
Het wapen van Graafschap Culemborg
Het wapen van Abcoude
Het wapen van Abcoude-Baambrugge
Het wapen van Zuilen